# Mammelzen
Mammelzen é um município localizada no distrito de Altenkirchen, na associação municipal de Verbandsgemeinde Altenkirchen, no estado da Renânia-Palatinado.

## Política
|      | WG 1 | WG 2 | Gesamt   |
| 2004 | 10   | 6    | 16 Sitze |

## População
| - 1815 – 178 - 1835 – 279 - 1871 – 395 - 1905 – 427 - 1939 – 447 - 1950 – 566 | - 1961 – 625 - 1965 – 665 - 1970 – 669 - 1975 – 731 - 1980 – 751 - 1985 – 765 | - 1987 – 749 - 1990 – 789 - 1995 – 877 - 2000 – 991 - 2005 – 1.080 |